# فرانسيس لي (ممثلة)
فرانسيس لي (بالإنجليزية: Frances Lee)‏ هي ممثلة أمريكية، ولدت في 5 مايو 1906 في الولايات المتحدة، وتوفيت بنفس المكان في 5 نوفمبر 2000 بسبب مرض.

## أعمال

### أفلام
- (1934) مشية المغازلة

## وصلات خارجية
- فرانسيس لي على موقع IMDb (الإنجليزية)
- فرانسيس لي على موقع أول موفي (الإنجليزية)
- فرانسيس لي على موقع قاعدة بيانات الفيلم (الإنجليزية)
- فرانسيس لي على موقع كينوبويسك (الروسية)